# ولنتاین ژاندری
ولنتاین ژاندری (انگلیسی: Valentin Gendrey؛ زادهٔ ۲۱ ژوئن ۲۰۰۰) بازیکن فوتبال است.
وی همچنین در تیم ملی فوتبال زیر ۱۸ سال فرانسه بازی کرده‌است.